# Gretsch 6120
La Gretsch 6120 est une guitare hollow body fabriquée par Gretsch dont les premiers modèles datent du milieu des années 1950.

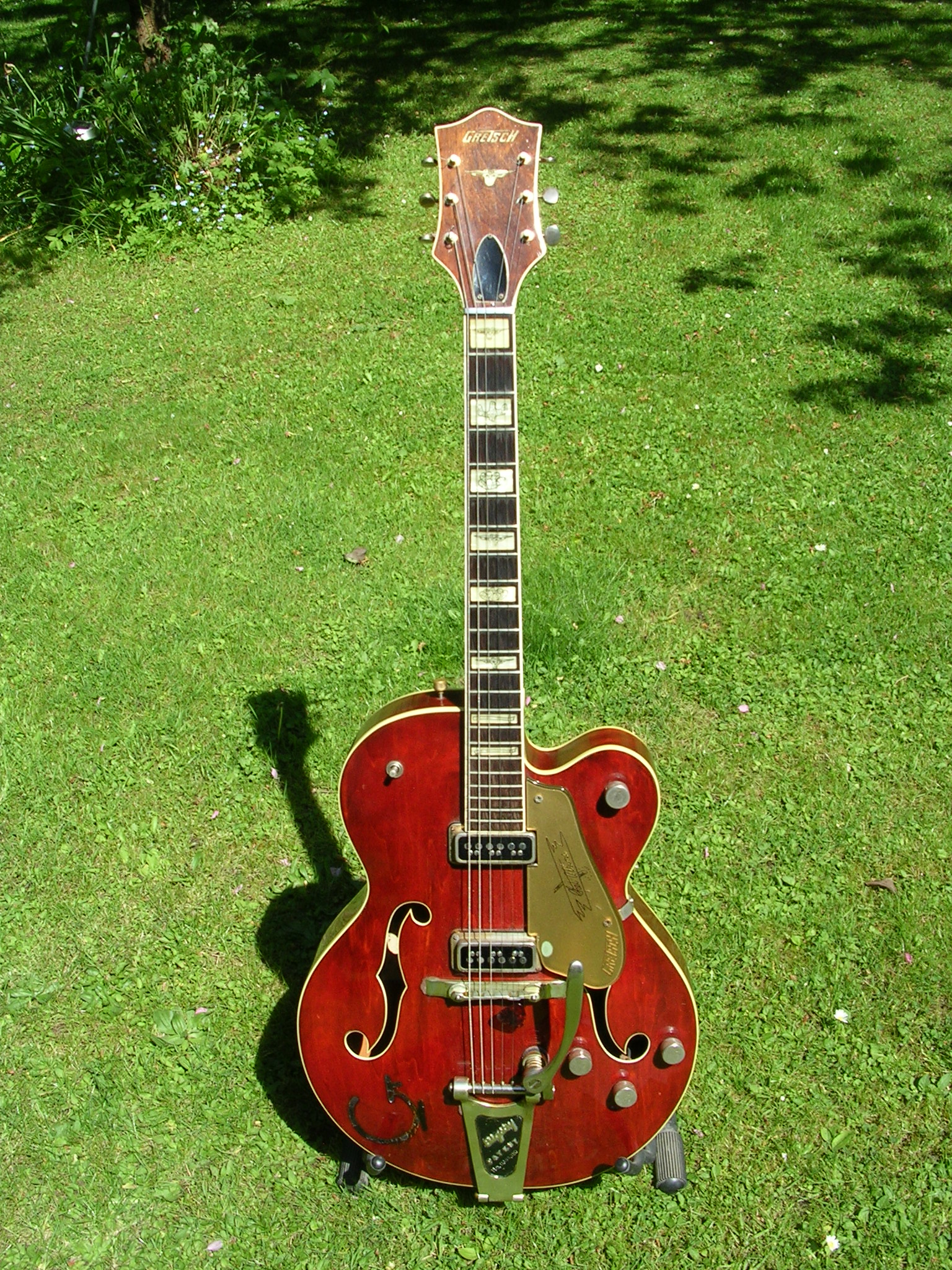
Gretsch 6120 de 1955 avec micros DeArmond Dynasonic

## Histoire
Voulant concurrencer l'association entre le musicien Les Paul et la marque Gibson, Jimmy Webster qui était représentant de la firme, contacte Chet Atkins en 1954. Bien qu'au départ peu enthousiaste à l'idée de changer de guitare, l'artiste accepte de représenter la marque lorsqu'on lui offre de réaliser une guitare selon ses critères et qui porterait son nom. En 1955, la première guitare signature de chez Gretsch est née: la 6120. Il collaborera à la création de plusieurs autres modèles.
Cette association s'avérera fructueuse jusqu'à la séparation en 1978.
De nombreux rockeurs ont, à l'image d'Atkins, adopté la 6120 et en ont fait un instrument mythique: Eddie Cochran, Duane Eddy, Pete Townshend, George Harrison ou Poison Ivy.
En raison de l'évolution des goûts musicaux et d'un changement de propriétaire qui, à la fin des années 1960, provoque une baisse de la qualité des instruments, la production des 6120 cesse à la fin des années 1970. Il faut attendre que le guitariste de rockabilly Brian Setzer joue avec les Stray Cats sur une vieille 6120 pour que la cote de la guitare remonte.
En 1988, la société se remonte et relance rapidement les ventes avec des assemblages japonais à partir de pièces produites en Europe et aux USA mais des custom shop américaines sont également disponibles.
Dans les années 1990, Gretsch lance la série Electromatic afin d'attirer les budgets plus modestes et lance le modèle le plus vendu de la marque: la 5120. Celle-ci est la petite sœur de la 6120.
Aujourd'hui, une vaste gamme de 6120 est disponible, y compris une série de modèles signatures de Brian Setzer et des rééditions fidèles de classiques des années 1950.
Plusieurs autres modèles signatures sont disponibles comme la Reverend Horton Heat ou encore la Duane Eddy.

## Aspects techniques
Les premiers modèles de 6120 sont équipés de micros DeArmond FidelaTone Dynasonic. En 1957, la marque dote la 6120 des premiers micros humbucker (l'invention datant cependant de 1935): le modèle Filter'Tron conçu par Ray Butts. Elle est aujourd'hui associée au constructeur TV Jones en raison de la fidélité de ses reproductions, notamment pour équiper la 6120.
En 1959 et pendant quelques années, une armature particulière est élaborée à l'intérieur de la caisse pour réduire les possibilités de larsen tout en conservant une certaine qualité acoustique : le trestle bracing, deux arceaux parallèles dans l'axe de la guitare. Ce système est abandonné au début des années 60 mais revoit le jour dans les années 2000.